# Ямишевський сільський округ
Ями́шевський сільський округ (каз. Ямышево ауылдық округі, рос. Ямышевский сельский округ) — адміністративна одиниця у складі Аккулинського району Павлодарської області Казахстану. Адміністративний центр — село Ямишево.
Населення — 1747 осіб (2021; 1844 у 2009, 2349 у 1999, 2878 у 1989).
Станом на 1989 рік існувала Ямишевська сільська рада (села Кизилкогам, Тлектес, Ямишево, селище ДЕУ).

## Склад
До складу округу входять такі населені пункти:
| Населений пункт  | Старі назви | Населення, осіб (1989) | Населення, осіб (1999) | Населення, осіб (2009) | Населення, осіб (2021) |
| ---------------- | ----------- | ---------------------- | ---------------------- | ---------------------- | ---------------------- |
| ДЕУ, селище      | -           | 3                      | -                      | -                      | -                      |
| Кизилкогам, село | -           | 628                    | 532                    | 397                    | 327                    |
| Тлектес, село    | -           | 385                    | 308                    | 224                    | 225                    |
| Ямишево, село    | -           | 1862                   | 1509                   | 1223                   | 1195                   |